# Бессегье, Шафик
Шафи́к Бессегье́ (фр. Chafik Besseghier, род. 11 октября 1989, Гренобль, Овернь — Рона — Альпы, Франция) — французский фигурист, выступающий в одиночном катании. Многократный призёр национальных чемпионатов, двукратный чемпион Франции (2016 и 2018 годы).
По состоянию на 1 июля 2018 года занимает 25-е место в рейтинге Международного союза конькобежцев (ИСУ).

## Карьера

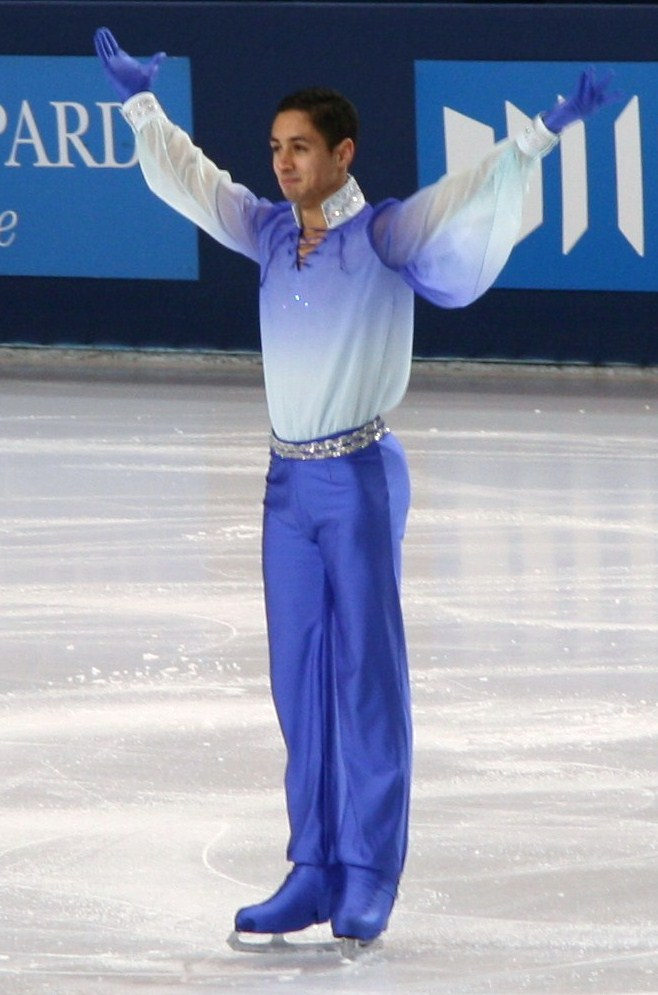
Шафик Бессегье на дебютном этапе Гран-при

### Начальный этап
Долгое время фигурист был в тени более успешных фигуристов из Франции, но после ухода из спорта Бриана Жубера и Флорана Амодьо стал лидером своей сборной. Возможно это было обусловлено тем, что он довольно поздно начал заниматься фигурным катанием.
Впервые он принял участие в чемпионате страны в 2007 году в Орлеане, где занял одно из последних мест семнадцатое. В следующую осень он принял участие в юниорском турнире на Кубке Ниццы, где был в десятке, а на национальном чемпионате вошёл в дюжину. Осенью 2008 года Шафик дебютировал в юниорском этапе Гран-при в Испании, где он был шестым. На Кубке Ниццы среди юниоров он взял бронзу. На чемпионате Франции в Кольмаре он впервые финишировал в конце десятки. Ни кто не видел в нём тогда лидера французской сборной.
Следующий сезон был олимпийский, Шафик же впервые принял участие во взрослых соревнованиях, уже и за пределами своей страны. Ему удалось выиграть и медали на этих турнирах. В середине декабря в Марселе на французском чемпионате он неожиданно для всех сумел финишировать пятым, это привело к тому, что он был включён запасным в состав французской сборной на европейский чемпионат. Это дало ему возможность на следующий сезон, в качестве бонуса от своей федерации, получить приглашение на домашний этап Гран-при. Его дебют был удачным, он финишировал в середине турнирной таблицы. На национальном чемпионате в Туре, он уже на равных с отечественными грандами боролся за медали и финишировал рядом с пьедесталом. В начале февраля в Эрзуруме он представлял свою страну на зимней Универсиаде, где финишировал пятым.
Следующий сезон Бессегье рассматривался как реальный кандидат в сборную. Однако его старты не задались. Он провалил выступление в Братиславе на Мемориале Непелы. По квоте ИСУ попал на домашний этап Гран-при, где финишировал последним. При этом выиграл турнир в Румынии и был вторым в Ницце. В середине декабря в Даммари-ле-Лис на чемпионате страны он финишировал с бронзовой наградой.

### В составе сборной
Это позволило ему в конце января дебютировать в британском Шеффилде на континентальном чемпионате, где он замкнул дюжину сильнейших фигуристов Старого Света. В следующий сезон французский фигурист выступил совсем неудачно на Кубке Ниццы, так низко он никогда не опускался. Французская федерация предоставила ему право выступить на домашнем этапе Гран-при, где Шафик был предпоследнем. К удивлению многих, в конце года фигурист на чемпионате Франции в Страсбурге выиграл впервые серебро. Через месяц он выступал в хорватском Загребе на европейском чемпионате, где финишировал в десятке.
Следующий олимпийский сезон для французского фигуриста из-за здоровья начался не совсем удачно. Он был вынужден отказаться от обеих стартов на этапах Гран-при. При том, что ИСУ впервые ему предоставило два этапа. В конце года на национальном чемпионате в Вожани он сумел защитить звание вице-чемпиона. В Будапеште на европейском чемпионате Шафик не прошёл в десятку лучших, но впервые оказался не самым худшим из французских фигуристов. Бессегье федерацией рассматривался на поездку в Сочи на Олимпийские игры, но всё же в конце концов были отправлены другие лидеры Франции. Однако в марте в японской Сайтаме он дебютировал на мировом чемпионате, оказался единственным французским фигуристом, но сумел для страны сохранить двойную квоту, занял девятое место.
Следующий после олимпийский сезон он начал на американском этапе Гран-при, где финишировал в середине турнирной таблицы. Далее он выступил на домашнем этапе Гран-при, где финишировал в конце турнирной таблицы. как обычно в конце года на национальном чемпионате в Межеве он выступил не совсем удачно и занял третье место. Однако французская федерация отправила его, а не второго призёра на европейский чемпионат в Стокгольм. Однако в Швеции он провалил короткую программу и после её снялся с соревнований. Через пару месяцев выступил в Шанхае на мировом чемпионате. Соревнования в КНР завершил в конце двадцатке.
Новый сезон он начал очень уверенно. Выиграл турниры в Италии, Австрии и дома. Также он принял участие в домашнем этапе Гран-при, который из-за теракта в Париже не был завершён хотя изначально власти приняли решение продолжать соревнования.. После короткой программы Шафик занимал предпоследнее место. В конце ноября он выступил на японском этапе Гран-при, где финишировал в конце турнирной таблицы. В конце года на национальном чемпионате в Эпинале он впервые стал чемпионом страны. За несколько дней до начала соревнований континентального чемпионата из-за травмы Шафик снялся с соревнований. В марте 2016 года он выступил на мировом чемпионате в Бостоне, где он был в числе двадцати лучших.
Новый предолимпийский сезон французский одиночник начал в Ниццы, где выиграл Кубок города. Затем он принял участие в российском и домашнем этапах Гран-при, где финишировал в середине турнирных таблиц. В конце года на национальном чемпионате в Кане он не сумел удержать звание чемпиона страны. В конце января в Остраве на европейском чемпионате он оказался лучше, чем новоиспечённый чемпион Франции. В Чехии сумел финишировать в десятке лучших и тем самым сохранил для своей страны двойную квоту. В Хельсинки на мировой чемпионат французская федерация отправила его. Тем более в Финляндии был также и квалификационный турнир для следующих Олимпийских игр. В конце марта Шафик выступил в свою силу и уверенно вышел в финальную часть и занял место в конце второй десятке. При этом он сумел пройти квалификацию на предстоящую Олимпиаду в Южной Корее. Далее в апреле он впервые выступал на в Токио на командном чемпионате мира. Где француз сумел улучшить все свои предыдущие достижения, в обоих видах он финишировал в середине турнирной таблицы и принёс французской сборной больше всех очков среди одиночников и одиночниц.

### Олимпийский сезон
Новый олимпийский сезон французский фигурист начал на Мемориале Непелы. В Словакии он выступил неудачно, где занял место в середине десятке. Далее Бессегье снялся с этапов Гран-при канадского и домашнего. На национальном чемпионате в Нанте он вернул себе звание чемпиона страны. В середине января 2018 года французский спортсмен выступал в Москве на континентальном чемпионате, где финишировал в дюжине фигуристов Старого Света. Фигурист выступает крайне нестабильно, что показывает провал в командных соревнованиях на Олимпиаде-2018: Шафик проиграл всем, в том числе россиянину Михаилу Коляде, сорвавшему абсолютно все заявленные прыжковые элементы, и набрал чуть больше 60 баллов. После первого дня соревнований, в который были проведены короткие программы мужчин-одиночников и спортивных пар, канадцы лидировали. Также неудачно сложился и личный турнир: фигурист не прошёл в произвольную программу, заняв 26-е место, хотя ему и удалось откататься лучше.

## Спортивные достижения

### С 2015 года
| Соревнования/Сезон                      | 2015—2016 | 2016—2017 | 2017—2018 |
| --------------------------------------- | --------- | --------- | --------- |
| Олимпийские игры личные соревнования    |           |           | 26        |
| Олимпийские игры командные соревнования |           |           | 10        |
| Чемпионат мира                          | 19        | 17        |           |
| Чемпионат Европы                        | WD        | 9         | 11        |
| Командный чемпионат мира                |           | 5         |           |
| Этапы Гран-при: NHK Trophy              | 9         |           |           |
| Этапы Гран-при: Кубок Ростелекома       |           | 8         |           |
| Этапы Гран-при: Trophée de France       | С         | 8         |           |
| Мемориал Непелы                         |           |           | 7         |
| Кубок Ниццы                             | 1         | 1         |           |
| Кубок Тироля                            | 1         |           | 3         |
| Кубок Ломбардии                         | 1         |           |           |
| Чемпионат северных стран                |           | 1         |           |
| Чемпионат Франции                       | 1         | 2         | 1         |

- WD — снялся с соревнований.
- С — турнир не был завершён по ряду причин.

### До 2016 года
| Соревнования/Сезон               | 2006—2007 | 2007—2008 | 2008—2009 | 2009—2010 | 2010—2011 | 2011—2012 | 2012—2013 | 2013—2014 | 2014—2015 |
| -------------------------------- | --------- | --------- | --------- | --------- | --------- | --------- | --------- | --------- | --------- |
| Чемпионат мира                   |           |           |           |           |           |           |           | 9         | 18        |
| Чемпионат Европы                 |           |           |           |           |           | 12        | 9         | 12        | WD        |
| Этапы Гран-при: NHK Trophy       |           |           |           |           |           |           |           | WD        |           |
| Этапы Гран-при: Skate America    |           |           |           |           |           |           |           |           | 7         |
| Этапы Гран-при: Trophée Bompard  |           |           |           |           | 5         | 9         | 7         | WD        | 9         |
| Challenge Cup                    |           |           |           |           |           |           | 3         | 3         |           |
| Хрустальный конёк Брашова        |           |           |           | 3         | 1         | 1         |           |           |           |
| Кубок Ниццы                      |           | 6 юн.     | 3 юн.     | 5         | 6         | 2         | 9         |           |           |
| Кубок Денковой-Ставиского        |           |           |           |           |           |           |           | 2         |           |
| Icechallenge                     |           |           |           | 4         |           |           |           |           |           |
| Кубок Нестле-Несквик             |           |           |           |           |           |           |           |           | 2         |
| Мемориал Непелы                  |           |           |           |           |           | 11        |           |           |           |
| Трофей СР-В                      |           |           |           |           |           |           | 4         |           |           |
| Турнир в Словении                |           |           |           | 3         | 6         |           |           |           |           |
| Универсиада                      |           |           |           |           | 5         |           |           |           |           |
| Юниорский этап Гран-при: Испания |           |           | 6         |           |           |           |           |           |           |
| Чемпионат Франции                | 17        | 12        | 9         | 5         | 4         | 3         | 2         | 3         | 3         |

- WD — снялся с соревнований.
- юн. — выступал в юниорском разряде.